# Aparnäs
Aparnäs är en udde i Finland.   Den ligger i den ekonomiska regionen  Borgå  och landskapet Nyland, i den södra delen av landet, 50 km öster om huvudstaden Helsingfors. Aparnäs ligger på ön Storpellinge.
Terrängen inåt land är mycket platt. Havet är nära Aparnäs söderut.